# Horseshoe Bay (Texas)
Pour les articles homonymes, voir Horseshoe Bay (homonymie).
Horseshoe Bay est une ville située en limite des comtés de Burnet et de Llano, sur la rive sud du lac Lyndon B. Johnson (en) au Texas, aux États-Unis,.

## Démographie
Lors du recensement de 2010, la ville comptait une population de 3 418 habitants. Elle est estimée, en 2017, à 3 880 habitants.

### Source de la traduction
- (en) Cet article est partiellement ou en totalité issu de l’article de Wikipédia en anglais intitulé « Horseshoe Bay, Texas » (voir la liste des auteurs).